# Stazione di Shin-Nagata
La stazione di Shin-Nagata (新長田駅?, Shin-Nagata-eki) è una stazione ferroviaria situata nel quartiere di Nagata-ku di Kōbe, nella prefettura di Hyōgo. Si trova sulla linea JR Kōbe, sezione della linea principale Tōkaidō, ed è servita dai treni locali, nonché dalle due linee della metropolitana di Kōbe.

## Linee

### Treni
JR West
- - ■ Linea JR Kōbe (Linea principale Tōkaidō)

### Metropolitana
- Metropolitana di Kōbe
  -  Linea Seishin-Yamate (S09)
  -  Linea Kaigan (K10)

## Caratteristiche

### Stazione JR
La stazione ha due banchine laterali serventi due binari.
| 1 | ■ Linea JR Kōbe |  | per Nishi-Akashi e Himeji               |
| 2 | ■ Linea JR Kōbe |  | per Sannomiya, Amagasaki, Ōsaka e Kyoto |

### Stazione della metropolitana

#### Linea Seishin-Yamate
La stazione è dotata di una piattaforma a isola con due binari centrali.
| 1 | Linea Seishin-Yamate |  | per Sannomiya, Shin-Kōbe e Tanigami |
| 2 | Linea Seishin-Yamate |  | per Myōdani e Seishin-Chūō          |

#### Linea Kaigan
La stazione è dotata di una piattaforma a isola con due binari centrali ed è il capolinea occidentale della linea.
| 1-2 | Linea Kaigan |  | per Sannomiya-Hanadokeimae |

## Stazioni adiacenti
| «                                        | Servizio      | »             |
| Linea JR Kōbe                            | Linea JR Kōbe | Linea JR Kōbe |
| ---------------------------------------- | ------------- | ------------- |
| Hyōgo                                    | Locale        | Takatori      |
| I treni Rapidi e R. speciali non fermano |               |               |
| Linea Seishin-Yamate                     |               |               |
| Nagata                                   | -             | Itayado       |
| Linea Kaigan                             |               |               |
| Komagabayashi                            | -             | Capolinea     |